# Marina Duvekot
Marina Duvekot (Enschede, 28 november 1967) is een Nederlandse actrice.

## Levensverhaal
Duvekot werd geboren op 28 november 1967 in Enschede. Na de basisschool (ESV) volgde ze het VWO aan het Kottenpark College in Enschede. In 1988 behaalde ze haar diploma. Duvekot startte in 1988 de Regie- en docentenopleiding aan de Toneelacademie van Maastricht. Deze studie wist ze in 1992 met succes af te ronden. Vervolgens regisseerde Duvekot een jaar lang uiteenlopende toneelstukken van onder andere Tsjechov, Joe Orton en Alan Ayckbourn. In 1993 werd ze door Harry Klooster gecast voor de rol van Margot Reitsema in de soap Onderweg naar Morgen. Ze verliet de serie in 1995.
Na haar vertrek uit Onderweg naar Morgen was Duvekot voornamelijk werkzaam als trainingsactrice. Dit werk combineerde ze met televisieprojecten. In 1996 speelde ze Echica de Vries in de dertiendelige dramaserie De Winkel. Vanwege tegenvallende kijkcijfers kwam er geen tweede seizoen. Gelijktijdig met De Winkel speelde Duvekot in de komedieserie Jansen, Jansen van de VARA. De serie kwam in 1997 na twee seizoenen ten einde. Lange tijd bleef het rustig rondom de actrice, totdat ze in 2002 een van de hoofdrollen gingen vertolken in Volgens hem, volgens haar. Samen met acteur Bart Oomen speelde ze allerlei dagelijkse situaties na.
Duvekot is getrouwd met schrijver en hoogleraar Hans Münstermann (1947). De twee leerden elkaar kennen op de Toneelschool van Maastricht.
Met Hans Münstermann heeft ze één kind gekregen.